# Фальковичи (Смоленская область)
Фальковичи — деревня в Кардымовском районе Смоленской области России. Входит в состав Шокинского сельского поселения. Население — 32 жителя (2007 год).
Расположена в центральной части области в 9 км к северу от Кардымова, в 0,1 км севернее автодороги Р134 «Старая Смоленская дорога» Смоленск — Дорогобуж — Вязьма — Зубцов, на берегу реки Орлея. В 10 км юго-западнее деревни расположена железнодорожная станция Кардымово на линии Москва — Минск.

## История
В годы Великой Отечественной войны деревня была оккупирована гитлеровскими войсками в августе 1941 года, освобождена в сентябре 1943 года.
Недалеко от деревни, в сторону Смоленска, находится братская могила советских воинов, павших в Отечественной войне.